# ECH/3
ECH/3 (ook wel aangeduid als de 'Groep Klingen') was een Nederlandse verzetsgroep die opereerde in de regio Zuid-Kennemerland tijdens de Tweede Wereldoorlog. De groep stond onder leiding van Johannes Klingen ("Broeder Joseph").
De groep ontwikkelde plannen om inlichtingen uit Zuid-Kennemerland over te zenden naar de Nederlandse regering in Engeland. De naam ECH/3 verwijst naar de codenaam van de zender die daarvoor gebruikt zou worden. 
De meeste leden van de groep zijn in mei 1941 verraden door Anton van der Waals, nog voordat een bericht kon worden verzonden.

## Leden
Lijst van zowel directe als indirecte leden:
- Johannes Klingen (Broeder Joseph)
- Henk Schoenmaker
- Embertus Spreeuw
- Adrianus van Amerongen
- Hans Bierhuijs
- Charles A. Boom
- Bernardus Zegger
- Richard Schoemaker
- Willem M. Zietse
- Kees van Lent
- Jan E. Tillema
- Luc Schoonderbeek
- A.P. (Ton) Preijde
- Anton van Aggelen
- Henk Klaver
- Simon M.A. Pijnenburg
- Aus J. Greidanus